# Janusz Jerzy Kuźniewicz
Janusz Jerzy Kuźniewicz (ur. 20 maja 1936 w Poznaniu) – prof. dr. hab., emerytowany profesor Uniwersytetu Wrocławskiego, specjalista w tematyce związanej z chowem i hodowlą zwierząt futerkowych (roślinożernych i mięsożernych) oraz ocenie ich skór.
W roku 1972 Janusz Kuźniewicz doktoryzował się, a w 1989 roku habilitował. W roku 1990 decyzją Ministra Edukacji Narodowej został mianowany na stanowisko docenta. W 1991 r. Rektor Akademii Rolniczej mianował na stanowisko profesora nadzwyczajnego. W roku 1996 prezydent Rzeczypospolitej nadał mu tytuł naukowy profesora, a w roku 2000 Minister Edukacji Narodowej mianował na profesora zwyczajnego.
Od 1991 do 2006 roku kierownik Katedry Hodowli Owiec i Zwierząt Futerkowych na Wydziale Biologii i Hodowli Zwierząt (UWr).
W latach 1990–1996 prodziekan wydziału ds. studiów zaocznych i organizacyjnych. Był również kierownikiem naukowo-dydaktycznym studiów zaocznych Wydziału Biologii i Hodowli Zwierząt w Nysie w latach 1994–2002.
Autor takich książek jak: Chów królików – dodatkowe źródło wartościowego mięsa czy Dzikie psy oraz licznych artykułów branżowych.
Współautor książek Chów i hodowla zwierząt futerkowych oraz Chów i hodowla nutrii.
W latach 1965–1980 był członkiem Rady Naukowo-Technicznej przy Ministrze Rolnictwa. Od 1980 roku jest ekspertem i biegłym sądowym przy Sądzie Wojewódzkim we Wrocławiu.
Żonaty od ponad 50 lat, ojciec dwóch synów.

## Dorobek naukowy
W roku 1997 całkowity dorobek naukowy to około 250 pozycji. W roku 2014 (50-lecie pracy) na koncie miał już 516 publikacji, w tym 180 oryginalnych prac twórczych, 330 artykułów naukowych i popularnonaukowych, 6 książek, 95 ekspertyz sądowych i innych, 30 recenzji dorobku naukowego do tytułu i stanowiska profesora oraz stopni doktora i doktora habilitowanego, oraz 68 recenzji projektów badawczych KBN i 133 recenzji prac naukowych.

## Nagrody
W 1990 r. otrzymał Złoty Krzyż Zasługi, w 1996 r. pamiątkowy Medal Miasta Nysy, w 2000 r. uhonorowany odznaką „Zasłużony dla Ziemi Nyskiej”, w 2004 r. otrzymał Medal Komisji Edukacji Narodowej, a w 2006 r. medal „Za Zasługi dla Akademii Rolniczej we Wrocławiu”.